# Qüestió religiosa en la constitució espanyola de 1931

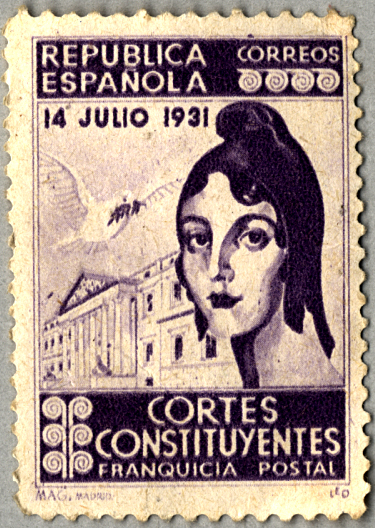
Segell de correus commemoratiu de l'obertura de les Corts Constituents, el 14 de juliol de 1931, en el qual apareix el colom de la pau sobre l'edifici del Palau del Congrés i una al·legoria de la República representada per una dona tocada amb el capell frigi

La qüestió religiosa en la Constitució de 1931 és la forma com es va abordar la relació entre l'Estat i l'Església Catòlica i els temes connexos, com la llibertat de consciència i la llibertat de cultes, la regulació del matrimoni i del divorci i l'educació, en la carta magna de la Segona República Espanyola.

## La qüestió religiosa a Espanya
A partir de l'aprovació del Concordat de 1851, durant el regnat d'Isabel II, i de la política aplicada per la Monarquia de la Restauració, l'Església Catòlica va recuperar gran part del poder ideològic i social que havia ostentat abans de la Revolució Liberal, que va posar fi a les seves privilegis, va dissoldre els ordes religiosos masculins i va desamortitzar la major part dels seus béns. Així la presència de l'Església Catòlica des de 1875 es va fer sentir en tots els àmbits de la vida social que “la política de la Monarquia restaurada li havia lliurat: presons, hospitals, casernes, cementiris, sacralització d'espais públics, moral pública i privada i, sobretot, col·legis de primer i segon ensenyament”. I aquest pes aclaparant de l'Església Catòlica i de les seves institucions es va accentuar encara més a partir de 1923 amb la Dictadura de Primo de Rivera que va convertir al catolicisme en un dels fonaments del nou règim que volia construir. El lema del partit únic de la Dictadura, Unión Patriótica va ser Pàtria, Religió i Monarquia. Segons les dades de l'Institut Estadístic a 31 de desembre de 1930 a Espanya hi havia 20.467 religiosos homes distribuïts en 1.015 convents i monestirs i 60.695 dones en 3.871 cases de religioses, i en els últims set anys, durant la Dictadura s'havia produït un increment de 3.257 homes i 119 comunitats masculines i 6.090 dones i 277 comunitats femenines més. Setanta anys abans, el 1859, a Espanya hi havia 41 convents de religiosos (amb 719 frares professos) i 866 convents de religioses (amb 12.990 monges professes).
L'hegemonia que va aconseguir l'Església Catòlica en el terreny educatiu va ser possible gràcies a la Llei Moyano de 1857 que va aplicar les concessions que es van fer a l'Església Catòlica en aquest camp en el Concordat de 1851 i, sobretot, gràcies a la permissivitat dels governs de la Restauració perquè els ordes religiosos, mentre es paralitzaven les construccions d'escoles i instituts per a l'ensenyament públic, estenguessin els seus col·legis, molts d'ells fundats per les ordres dedicades a l'ensenyament que havien estat expulsades de França per la Tercera República Francesa, especialment després que el govern d'Émile Combes apliqués amb el màxim rigor la Llei d'Associacions de 1901, dissolent un bon nombre d'ordes i congregacions religioses, i promulgués la Llei de 1904 que els prohibia l'exercici de l'ensenyament. A Espanya, per contra, la Llei d'Associacions de 1887 no va ser aplicada als ordes religiosos i aquestes van proliferar englobades totes elles en la disposició del Concordat de 1851 que permetia l'existència de dos ordes religiosos masculins i un tercer a determinar. El polític conservador Antoni Maura ho va confirmar al Congrés de Diputats (sessió de 16 de juliol de 1901):
| « | «Han passat molts anys veient establir-se Ordes religioses, veient creuar pel carrer als religiosos amb els seus hàbits i, no obstant això, a ningú se li ha ocorregut que fossin aquests actes il·legals, ni que constituïssin extralimitació l'autoritzar-les i el consentir-les ... I l'evidència és que, per unànime consentiment de tots, un any i un altre any ha quedat consolidat el dret de les Ordes religioses i és tard per penedir-se» | » |

Quan els governs de la Restauració van voler reaccionar contra el clericalisme van perdre la batalla. La Llei del cadenat de 1911 promoguda pel govern del liberal José Canalejas y Méndez, que pretenia frenar el creixement dels ordes religiosos, no va ser aplicada. La Dictadura de Primo de Rivera va tancar definitivament les portes a qualsevol política que pretengués canviar l'statu quo de l'Església Catòlica a Espanya.
El socialista Luis Jiménez de Asúa, president de la Comissió de Constitució que va redactar el projecte de Constitució, va afirmar en una de les seves intervencions davant el ple de les Corts Constituents, que la qüestió religiosa
| « | «ha sorgit del fons de l'ànima espanyola i s'ha situat en primer pla, i no ha estat, certament, culpa nostra. En la memòria de tots està la manera com els representants de l'Església es van adscriure al sosteniment de la Dictadura i van donar amb això –ja venien donant-lo des d'abans- un caràcter polític a una actuació que va haver de quedar sotmesa al fur íntim» | » |

## La propostes republicanes sobre la qüestió religiosa
Els partits republicans i el partit socialista integrats en el Govern Provisional que es va formar a Espanya després de la caiguda de la Monarquia el 14 d'abril de 1931 estaven completament d'acord que un dels principis bàsics del nou règim republicà hauria de ser la completa separació de l'Església i l'Estat posant fi així a més de cent anys de confessionalitat de l'Estat. Però discrepaven sobre l'abast que havia de tenir la secularització. A grans trets hi havia dues propostes:

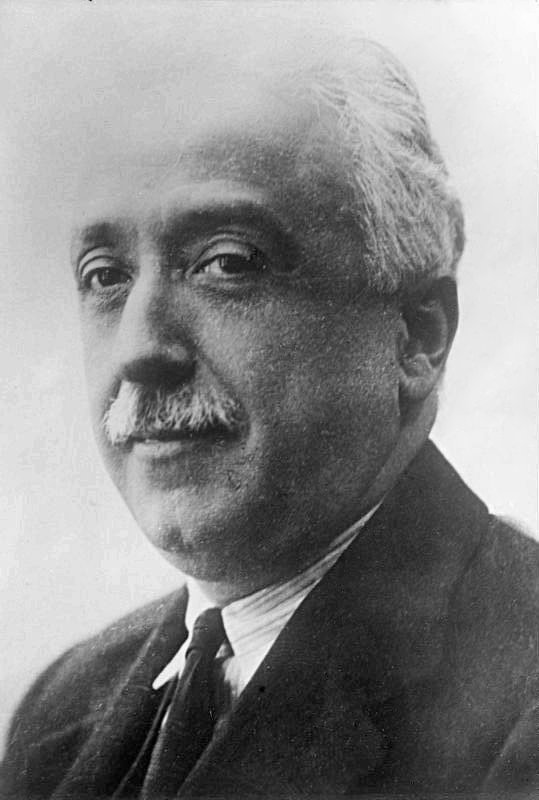
Niceto Alcalá-Zamora

- La minoritària, liderada per la Dreta Liberal Republicana de Niceto Alcalá-Zamora i Miguel Maura Gamazo (i recolzada des de fora del govern pels intel·lectuals de l'Agrupación al Servicio de la República) que defensava un anticlericalisme o laïcisme moderat que propugnava la secularització de l'Estat (mitjançant un procés gradual de separació de l'Església i l'Estat) però no de la societat, seguint la màxima liberal encunyada pel catòlic liberal del segle xix Charles de Montalembert: L'Església lliure en l'Estat lliure. Pensaven que proclamant la llibertat de cultes i privant a l'Església dels privilegis que havia aconseguit sota la Restauració i sobretot durant la seva última etapa, la Dictadura de Primo de Rivera, perdria la posició de predomini que gaudia a l'Espanya de 1930. Quant al tema fonamental de l'educació no s'oposaven a l'existència de col·legis religiosos i, per tant, defensaven la “llibertat d'ensenyament” i l'escola “neutra” respectuosa amb les creences religioses de cadascun, i confiaven en la iniciativa social, seguint el model de la Institución Libre de Enseñanza.[8]
- La postura majoritària era la defensada per la resta de partits republicans i pel PSOE que pretenien anar molt més lluny en propugnar un anticlericalisme radical que no només advocava per la secularització de l'Estat, sinó també de la societat, justificant-ho pel dany que havia causat el clericalisme en la història d'Espanya, en convertir-se en el principal obstacle per al seu progrés i modernització (en el que coincidien amb el moviment lliurepensador i amb la maçoneria).[9] Segons els republicans d'esquerra i els socialistes calia privar a l'Església dels mitjans amb què exercia la seva hegemonia social i cultural, i sobretot el més important: l'educació. Així doncs el seu programa incloïa la supressió del pressupost de culte i clergat, el matrimoni civil i el divorci, la secularització dels cementiris i la mesura més contundent: la dissolució dels ordes religiosos, i especialment els jesuïtes, i la nacionalització dels seus béns, substituint els col·legis religiosos que regentaven per una escola “única” i laica. “Més que una Església lliure en un Estat lliure es buscaria la submissió de la primera al segon en honor del bé públic”.[10] Aquest anticlericalisme radical, que també defensaven els anarquistes, es va veure acompanyat com a justificació d'una certa demagògia cleròfoba que identificava als eclesiàstics, especialment als membres del clergat regular, com els enemics del poble.[10] En aquesta proposta més radical existien matisos importants entre els partits que la defensaven, des dels menys intransigents com l'Acció Republicana de Manuel Azaña (que per exemple no exigien la dissolució dels ordes religiosos encara que sí la prohibició de l'ensenyament) fins a les postures més extremistes representades pels radical-socialistes d'Álvaro de Albornoz (que estava proper a l'anticlericalisme antirreligiós) i de Marcel·lí Domingo i pels socialistes (amb l'excepció del moderat Fernando de los Ríos), que semblaven competir amb els radical-socialistes a veure qui feia propostes encara més intransigents. El Partit Republicà Radical d'Alejandro Lerroux ara mantenia una postura ambigua respecte de la “qüestió religiosa” encara que al seu programa “oficial” encara mantenia l'anticlericalisme extrem que li havia definit des dels seus inicis.[11]

## El debat parlamentari

### La proposta de la Comissió Jurídica Assessora

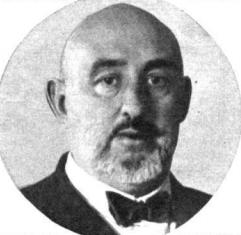
Ángel Ossorio y Gallardo

En un ambient de creixent tensió entre l'Església Catòlica i la nova República, a causa de la Crema de convents de 1931 a Espanya de principis de maig, en els quals van cremar totalment o parcialment més de cent edificis religiosos, i de l'expulsió d'Espanya del bisbe de Vitòria Mateo Múgica el 17 de maig i del mateix Cardenal Primat Pedro Segura y Sáez el 15 de juny, a causa de la pastoral publicada el 3 de juny en què atacava la política laica empresa pel govern provisional (com la proclamació de la llibertat de cultes), la Comissió Jurídica Assessora, nomenada pel Govern Provisional i presidida pel jurista catòlic liberal Angel Ossorio y Gallardo, va presentar l'avantprojecte de Constitució en el qual la solució donada a la “qüestió religiosa” responia als principis del laïcisme liberal. En l'article 8 s'establia la separació de l'Església i l'Estat (No existeix religió de l'Estat) però es reconeixia un estatus especial a l'Església Catòlica en considerar-la Corporació de Dret Públic. En l'article 12 es reconeixia la llibertat de consciència amb l'única limitació del respecte a causa de les exigències de la moral pública i la llibertat de cultes, tant privada com públicament.
| « | Article 8: No existeix religió de l'Estat. L'Església catòlica serà considerada com a Corporació de Dret Públic. El mateix caràcter podran tenir les altres confessions religioses quan ho sol·licitin, i, per la seva constitució i el nombre dels seus membres, ofereixin garanties de subsistència | » |

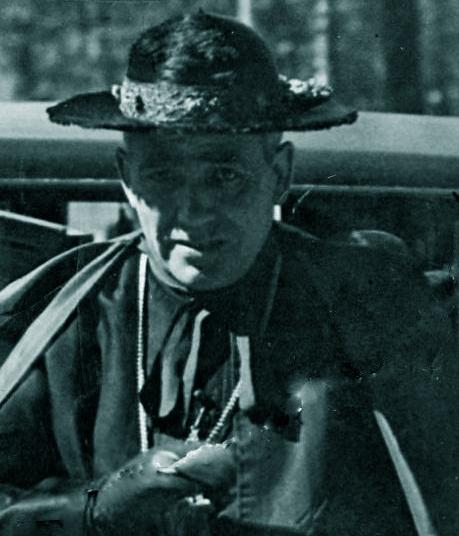
Cardenal Primat Pedro Segura

Tot i la moderació de l'avantprojecte, la jerarquia catòlica i el nunci Federico Tedeschini es van disposar a exercir tota la influència possible per modificar la forma com abordava la relació entre l'Església i l'Estat. En una carta del cardenal Francesc Vidal i Barraquer, que seguia defensant juntament amb el nunci la política de conciliació amb el nou règim, al cardenal Primat Pedro Segura, li va dir que «s'haurà de fer alguna cosa en defensa dels drets de Déu i de l'Església que es lesionen» en l'avantprojecte. El nunci Tedeschini va comunicar Vidal i Barraquer «l'august desig del Pare Sant» que la jerarquia eclesiàstica i la mateixa nunciatura influïssin en el govern i en els diputats a fi que «llevessin o milloressin els articles del susdit avantprojecte atemptatoris dels drets de l'Església i de les convencions entre aquesta i Espanya». A més parlava de la necessitat de «moure el problema religiós fora de les Corts amb una propaganda molt intensa, dirigida a posar en relleu la força, la vitalitat i importància essencial que té l'Església a Espanya, demostrant erroni i inútil combatre-la, i útil el respectar-la com a única i insuprimible energia nacional».
Aquestes crítiques a l'avantprojecte, les va fer públiques el cardenal Primat Segura en una pastoral que va donar a conèixer el 14 d'agost en nom de tots els bisbes en la qual recollia la doctrina antiliberal de l'Església i arremetia novament contra la separació de l'Església i l'Estat i contra les llibertats de perdició com la llibertat de cultes, qualificant globalment a l'avantprojecte com la consagració d'«ateisme d'Estat». L'impacte negatiu que va tenir la pastoral en els mitjans republicans es va agreujar encara més quan es va saber tres dies després que el govern havia confiscat uns documents al vicari episcopal de Vitòria, Justo Echeguren, que contenien instruccions del mateix Cardenal Segura perquè els bisbes posessin en lloc segur els béns de l'Església en vistes a una possible expropiació per la República.

### La proposta de la ponència de la Comissió Constitucional
Com era d'esperar l'avantprojecte de la Comissió Jurídica Assessora també va ser rebutjat per la majoria de les Corts Constituents integrada pels partits republicans d'esquerra i el partit socialista, tots ells defensors d'un anticlericalisme radical. Així la Comissió Constitucional presidida pel socialista Luis Jiménez de Asúa, que havia iniciat els seus treballs el 28 de juliol, va elaborar un nou projecte de Constitució que va donar a conèixer el 18 d'agost de 1931, en el qual, després d'establir en l'article 3 la completa separació de l'Església i l'Estat amb la mateixa fórmula proposada per la Comissió Jurídica Assessora (No existeix religió d'Estat, encara que finalment va ser modificada per la més moderada de L'Estat espanyol no té religió oficial), recollia la màxima aspiració anticlerical des de feia un segle: la supressió dels ordes religiosos (i la consegüent nacionalització dels seus béns). Endemés se suprimia el reconeixement especial de l'Església catòlica en quedar igualada a la resta de confessions religioses, sotmeses totes elles a la llei comuna (desapareixia, doncs, la seva consideració com a Corporació de Dret Públic), i en prohibir-se expressament qualsevol auxili econòmic per part de l'Estat. També es limitava la llibertat de cultes a l'interior dels temples. Finalment s'establia l'“escola única” de l'Estat, per la qual cosa l'activitat educativa de l'Església quedaria limitada a ensenyar les seves “respectives” doctrines en els seus “propis” establiments.
| « | Art. 24. Totes les confessions religioses seran considerades com a Associacions sotmeses a les lleis generals del país. L'Estat no podrà, en cap cas, sostenir, afavorir, ni auxiliar econòmicament les Esglésies, Associacions i Institucions religioses. L'Estat dissoldrà totes les Ordes religioses i nacionalitzarà els seus béns | » |

### Els "punts de conciliació" amb el sector "possibilista" de l'Església Catòlica
Mentrestant, al marge de les Corts, dos membres del Govern Provisional, el seu president, el republicà liberal Niceto Alcalá Zamora, i el ministre de Justícia, el socialista Fernando de los Ríos, aconseguien el 14 de setembre, després d'una difícil negociació, uns “punts de conciliació” amb el Nunci Tedeschini i el Cardenal Vidal i Barraquer, que encapçalaven el sector “possibilista” de la jerarquia eclesiàstica que estava disposada a acceptar l'aconfessionalitat de l'Estat i la renúncia progressiva a viure del pressupost de “culte i clergat”, a canvi que se'ls reconegués la seva rellevància social, mitjançant la signatura d'un Concordat o d'un ‘modus vivendi’ entre l'Església i l'Estat, no fossin dissolts els ordes religiosos i s'acceptés la “llibertat d'ensenyament” (és a dir, que els col·legis religiosos poguessin continuar com fins llavors). Els dos membres del govern van exigir també que el Cardenal Segura fos remogut de la seu de Toledo. Encara que això últim ho van aconseguir (el 30 de setembre el Cardenal Primat va presentar la seva dimissió), Alcalá-Zamora i Fernando de los Ríos no van poder complir la seva part de l'acord per l'oposició de la resta del govern i de la majoria anticlerical radical de les Corts. Vidal i Barraquer també ho va intentar per una altra via. Un home de la seva confiança, el religiós moderat Lluís Carreras, es va entrevistar amb alguns diputats conservadors no integristes i amb altres líders com Alejandro Lerroux perquè defensessin davant la Cambra una proposta de nova redacció dels articles dedicats a la qüestió religiosa que seria acceptable per a l'Església Catòlica (i que recollia els “punts de conciliació” aconseguits en la negociació amb el govern). Finalment la proposta només va ser presentada en forma d'esmena pel diputat del partit d'Alcalá-Zamora Juan Castrillo, però no va arribar a prosperar. Els "punts de conciliació" foren recollits per Vidal y Barraquer així:
| « | "1r. Reconeixement de la personalitat jurídica de l'Església en la seva estructura jeràrquica, règim propi, lliure exercici -privat i públic- del culte, i en la propietat i ús dels seus béns. 2n. Conveni entre la República i la Santa Seu. Per al reconeixement de la personalitat jurídica de l'Església accepten i defensaran la forma de Concordat el President, Ministre d'Estat i alguns altres Ministres, qui creuen poder aconseguir majoria al Parlament, si bé menor en nombre que per a altres punts de la concòrdia. Per la seva banda, el Ministre de Justícia no defensarà la forma de Concordat, encara que no refusa una altra forma de conveni entre ambdues parts, com un modus vivendi, que més tard pogués conduir al Concordat en circumstàncies més propícies que les actuals. El propi Ministre no accepta la declaració de Corporació de Dret públic per a l'Església, fórmula nova en el dret espanyol, sense que això signifiqui minoració en el reconeixement de la personalitat jurídica de l'Església. 3r. Totes les Congregacions religioses seran respectades en la seva constitució i règim propis i en els seus béns, almenys els actualment posseïts, quedant subjectes, d'altra banda, a les lleis generals del país. Tant el President com el Ministre de Justícia defensaran personalment aquest punt al Parlament. Van fer constar, però, el risc que algun dels diputats extremistes irreductibles presentés una esmena per excloure la Companyia de Jesús, i que, de portar-se la discussió per aquest camí, temen no poder impedir la votació favorable a aquesta exclusió. [...] 4t. Reconeixement de plena llibertat d'ensenyament, o sigui, que tot espanyol, per si o per mitjà de qualsevol associació sense cap excepció, pugui crear, sostenir i regir establiments docents, sotmesos a la inspecció de l'Estat quant a la fixació d'un pla mínim d'ensenyament, expedició de títols professionals i salvaguarda de la moralitat, higiene i seguretat de l'Estat. 5è. Pressupost de culte i clergat. Conservar els drets adquirits per tot el personal eclesiàstic que actualment percep consignació establerta al pressupost especial de l'Estat afecte a càrregues eclesiàstiques, i amortització d'aquestes partides a mesura de les vacants que es vagin produint. Cessació de la subvenció de culte i, al nou pressupost, consignació d'una subvenció global per a conservació i reparació de l'esglésies catedrals, col·legiates i parroquials pel concepte d'edificis històrics i artístics". | » |

### El debat de l'article 24 (26 en la redacció definitiva)
Com ja va assenyalar fa temps l'historiador Gabriel Jackson "el debat sobre l'article 26 va ser el primer conflicte revolucionari en la història de la jove República". El debat va tenir lloc en el ple de les Corts dels dies 8 i 10 d'octubre de 1931. El va obrir el Ministre de Justícia, el socialista Fernando de los Ríos per donar compte de la política religiosa duta a terme pel Govern Provisional i per oposar-se, parlant a títol personal, al fet que l'Església Catòlica obtingués l'estatus de Corporació de Dret Públic, encara que es va mostrar partidari d'arribar a un "modus vivendi" amb l'Església Catòlica com el que s'havia aconseguit a França en 1924. Durant el debat els radical-socialistes i els socialistes es van oposar vehementment a qualsevol modificació de la proposta de la Comissió (per exemple, el líder radical-socialista Álvaro de Albornoz en la línia de l'anticlericalisme més clàssic, es va negar a «transaccions amb l'enemic irreconciliable dels nostres sentiments i les nostres idees», referint-se a les congregacions religioses que estaven formades per a «finalitats antihumans i antisocials»; o el també radical-socialista Félix Gordón Ordás que va dir: L'Estat no pot existir mentre no s'hi aconsegueixi treure'n l'altre Estat que el governa i el dirigeix, i aquest Estat és l'Església), mentre que els diputats d'Acció Republicana pretenien suavitzar-la. Per la seva banda la Dreta Liberal Republicana (des de juliol de 1931, Partit Republicà Progressista) i l'Agrupació al Servei de la República pretenien recuperar la proposta inicial de la Comissió Jurídica Assessora. El Partit Republicà Radical mantenia novament una posició ambigua, ja que mentre el seu portaveu inicialment va donar suport a la proposta de la ponència, el seu líder Alejandro Lerroux es mostrava disposat a transigir, aproximant la seva postura a la de la Dreta Liberal Republicana, encara que mantenint un notable diferència amb ella: la prohibició de l'exercici de l'ensenyament als ordes religiosos.
Els diputats de la dreta catòlica (la Minoria Agrària, on s'integraven els diputats del Partit Agrari de José Martínez de Velasco i els cinc diputats d'Acció Nacional de José María Gil Robles, i la Minoria basco-navarresa, que comprenia a carlins, integristes i nacionalistes bascos, que entre ambdues sumaven tan sols 40 diputats d'un total de 468) es van oposar aferrissadament a l'atac als drets de l'Església i van defensar la confessionalitat catòlica de l'Estat. En defensa de la línia catòlica “possibilista” preconitzada pel Cardenal Vidal i Barraquer, intervingueren José Martínez de Velasco, qui va dir que el propòsit de l'article 24 (26 en la redacció final) era "descatolitzar Espanya" i qualificà el projecte globalment de "Constitució tiránica"; el diputat catalanista catòlic Manuel Carrasco i Formiguera qui va fer certa autocrítica del paper que havia jugat l'Església en la Monarquia i en la Dictadura de Primo de Rivera; i el líder d'Acció Nacional José María Gil Robles qui, després de recordar el rebuig dels catòlics al principi de la llibertat de consciència, es mostrà disposat a acceptar, amb matisos, la declaració del laïcisme de l'Estat, sempre que es reconeguessin els “drets de l'Església”, inclosos els dels ordes religiosos. La seva intervenció va concloure amb un advertiment:
| « | Nosaltres entenem que el projecte constitucional, tal com ve redactat és un projecte de persecució religiosa i, per tant, nosaltres en aquestes condicions no podem acceptar-ho... Afirmem que, dins de la legalitat, sense violències, sense apel·lacions per força, sense guerres que la nostra doctrina ens prohibeix, declararem hostilitat al projecte de Constitució en la hipòtesi que s'aprovés una mesura persecutòria, tant en el text constitucional com en potència per a l'avenir; que, des del moment en què s'aprovés un text d'aquesta naturalesa, per la nostra banda declararíem obert un nou període constituent (Grans rumors) | » |

Luis Jiménez de Asúa va intervenir en el debat de la qüestió religiosa per negar que el projecte de la Comissió fos de “persecució a l'Església Catòlica, de persecució als catòlics”, com havien proclamat els diversos portaveus de la dreta catòlica. En primer lloc va recordar el contingut de l'article 25 (27 en la redacció definitiva) que “estableix la llibertat de cultes i, per conseqüència, no pretén subjugar les consciències i obligar les gents al fet que deixin de pensar en catòlic, si així ho senten des del fons dels seus esperits”. I a continuació es va ocupar del “problema dels Ordes religiosos” justificant la seva dissolució dient que “ningú té el dret a renunciar a la seva pròpia llibertat” que és el que fan els religiosos quan pronuncien els seus vots. Es va referir en primer lloc als col·legis religiosos
| « | «El sistema que permet a les Congregacions religioses l'ensenyament ha portat una gran pertorbació en la intimitat de les llars… [els fills] consignats als col·legis religiosos han sofert una deformació dels seus esperits, gràcies a vehements exhortacions perquè no veiessin en l'opinió política avançada dels seus pares més que una veritable malaltia de l'esperit» | » |

Després es va referir a la proposta feta per alguns diputats d'exceptuar de la dissolució a les ordres dedicades a la beneficència, com les que s'ocupen dels hospitals.
| « | «Jo voldria referent a això fer una crida a alguns dels metges que pertanyen a aquesta Cambra. La major part d'aquestes Ordes religioses porten una pertorbació a la consciència dels malalts; en els últims moments se sol realitzar… una captació de l'ànima de l'agonitzant fent-li en aquests moments que rebi els auxilis espirituals, quan tota la seva vida ha mantingut una conducta perfectament laica» | » |

Finalment es va referir a les monges que s'ocupaven de les presons de dones.
| « | «En el meu exercici professional… he vist i hagut d'estar donant queixes al propi director de la presó, que no se'm deixava comunicar amb unes processades… de manera secreta i havien d'estar sempre presents unes monges infringint així els preceptes processals» | » |

En el mateix sentit es va expressar Manuel Azaña quatre dies després.
| « | «Apel·li S. S. als quals tenen experiència d'aquestes coses, als metges que dirigeixen hospitals, a les gents que visiten les cases de beneficència i àdhuc als propis pobres malalts i asilats en aquests hospitals i establiments, i sabrà que, sota l'aspiració caritativa, que doctrinalment és irreprotxable i admirable, hi ha, sobretot, un vehicle de proselitisme que nosaltres no podem tolerar. Doncs quin, no sabem tots que al pobre malalt hospitalitzat se li fa objecte de tracte preferent segons compleix o no els preceptes de la religió catòlica?» | » |

El diumenge 11 i el dilluns 12 d'octubre, sense sessions de Corts, foren especialment intensos en la premsa, al carrer i a les seus d'institucions diverses. Es van celebrar actes i manifestacions anticlericals a diverses ciutats, i a Madrid el Partit Radical-Socialista va organitzar un sonat míting el dia 12. A la capital també, els «revolucionaris» de l'Ateneu recolzaven el dictamen de la Comissió. Per la seva banda els catòlics també s'havien estat mobilitzant denunciant el projecte constitucional com a "persecutori de l'Església”, malgrat l'oposició de Vidal i Barraquer que era contrari a la confrontació pública perquè podia posar en risc l'estratègia negociadora que havia defensat des del principu. L'acte de major impacte va ser l'enviament a les Corts d'una petició de modificació del projecte constitucional signada per milió i mig de dones catòliques.

## La República laica

### El consens de l'esquerra i el centredreta i la intervenció d'Azaña
Al matí del dimarts 13 d'octubre es va reunir la comissió constitucional per a introduir esmenes en l'article 24 que satisfessin als grups, com Acció Republicana o el Partit Republicà Radical, que recolzaven al Govern Provisional però que s'havien mostrat partidaris de “suavitzar” el projecte (en cap moment es va plantejar l'opció d'acceptar els punts de vista de la dreta catòlica “*posibilista”, ni de la dreta republicana). No obstant això, tant els radical-socialistes com els socialistes van seguir defensant la redacció inicial. El desacord en el bloc anticlerical radical es va resoldre finalment gràcies a la intervenció de Manuel Azaña en el ple que es va celebrar a la tarda en el qual va pronunciar la famosa frase “Espanya ha deixat de ser catòlica”, que més endavant, treta del seu context, seria utilitzada per la dreta antirrepublicana com la “prova” que el projecte d'Azaña era “descristianitzar” Espanya (en realitat al que es referia Azaña era al fet que el catolicisme havia deixat de ser l'element definidor de la cultura espanyola i que per tant s'havia de procedir a la completa i radical separació de l'Església i l'Estat).
| « | La premissa d'aquest problema [religiós], avui polític, la formulo jo d'aquesta manera: Espanya ha deixat de ser catòlica: el problema polític consegüent és organitzar l'Estat en forma tal que quedi adequat a aquesta fase nova i històrica del poble espanyol. (...) En aquest assumpte, Srs. Diputats, hi ha un drama molt gran, apassionant, insoluble. Nosaltres tenim, d'una part, l'obligació de respectar la llibertat de consciència, naturalment sense exceptuar la consciència cristiana; però tenim també, d'una altra part, el deure posar fora de perill la República i l'Estat. (...) Criteri per resoldre aquesta qüestió. Al meu modest judici és el següent: tractar desigualment als desiguals; enfront de les Ordenis religioses no podem oposar un principi etern de justícia, sinó un principi d'utilitat social i de defensa de la República | » |

En la seva intervenció Azaña va donar suport a la nova redacció del text de la ponència que eliminava la supressió dels ordes religiosos i a canvi va oferir la limitació de les seves activitats inclosa la prohibició d'exercir l'ensenyament (el que seria regulat en una futura llei de congregacions a aprovar per les Corts Constituents) i la dissolució de l'orde religiós més odiada pels anticlericals, els jesuïtes (identificats amb l'antiliberalisme més reaccionari). Posteriorment es va incloure una altra concessió demandada pels socialistes: que la partida del pressupost destinada al clergat desapareixeria en el termini de dos anys.
| « | «Jo dic que, en l'ordre de les ciències morals i polítiques, l'obligació de les Ordes religioses catòliques, en virtut del seu dogma, és ensenyar tot el que és contrari als principis en què es funda l'Estat modern... [Per això] ni el meu partit ni jo, en el seu nom, subscriurem una clàusula legislativa en virtut de la qual segueixi lliurat a les Ordes religioses el servei de l'ensenyament. Això, mai. Jo ho sento molt; però aquesta és la veritable defensa de la República… Aquesta acció contínua de l'Ordes religioses sobre les consciències juvenils és totalment el secret de la situació política per la qual Espanya transcorre i que està en la nostra obligació de republicans, i no republicans, d'espanyols, impedir a totes passades. A mi que no em vinguin a dir que això és contrari a la llibertat perquè això és una qüestió de salut pública» | » |

La proposta d'Azaña va ser finalment aprovada amb els vots favorables dels socialistes i dels republicans d'esquerra (a excepció dels radical-socialistes que es van abstenir, perquè seguien defensant el text original de la ponència), i també dels diputats del Partit Republicà Radical, mentre que l'Agrupació al Servei de la República s'abstenia per considerar que la proposta era massa radical, i el Partit Republicà Progressista (l'antiga Dreta Liberal Republicana d'Alcalá-Zamora i Maura), la dreta monàrquica i la dreta catòlica votaven en contra. En total 178 vots a favor i 59 en contra. Immediatament les minories agrària i basco-navarresa juntament amb altres diputats catòlics van anunciar la seva retirada de les Corts en senyal de protesta, fins que acabessin els debats constitucionals.
El text que finalment es va aprovar, que seria l'article 26 de la Constitució, deia així:
| « | Art. 26. Totes les confessions religioses seran considerades com a Associacions sotmeses a una llei especial. L'Estat, les regions, les províncies i els Municipis no mantindran, afavoriran, ni auxiliaran econòmicament les Esglésies, Associacions i Institucions religioses. Una llei especial regularà la total extinció, en un termini màxim de dos anys, del pressupost del Clergat. Queden dissolts aquells ordes religisos que estatutàriament imposin, a més dels tres vots canònics, un altre d'obediència diferent de la legítima de l'Estat. Els seus béns seran nacionalitzats i afectats a finalitats benèfiques i docents. Els altres Ordes religiosos se sotmetran a una llei especial votada per aquestes Corts Constituents i ajustades a les següents bases: 1a Dissolució de les que, per les seves activitats, constitueixin un perill per a la seguretat de l'Estat. 2a Inscripció de les que hagin de subsistir, en un Registre especial dependent del Ministeri de Justícia. 3a Incapacitat d'adquirir i conservar, per si o per persona interposada, més béns dels que, prèvia justificació, es destinin al seu habitatge o al compliment directe de les seves finalitats privatives. 4a Prohibició d'exercir la indústria, el comerç o l'ensenyament. 5a Submissió a totes les lleis tributàries del país. 6a Obligació de rendir anualment comptes a l'Estat de la inversió dels seus béns en relació amb les finalitats de l'Associació. Els béns dels Ordes religiosos podran ser nacionalitzats | » |

L'aprovació de l'article 24 (el 26 en la redacció final) va provocar una greu crisi política perquè el president del Govern Provisional Niceto Alcalá-Zamora i el Ministre de la Governació Miguel Maura van presentar la seva dimissió en estar en complet desacord amb el seu contingut. Manuel Azaña, el polític que havia aconseguit aglutinar a les partits republicans de centredreta i d'esquerra i el partit socialista en l'espinós tema de la qüestió religiosa, encara que fora a costa de deixar fora a la dreta tant la republicana com la monàrquica i catòlica, seria el nou president del Govern Provisional.

### Els articles 27, 43, 48 i 49
Després de la retirada de la Minoria Agrària i de la Minoria basco-navarresa, que s'havien oposat a la llibertat de culte, al reconeixement del divorci perquè atemptava contra la família, i a l'escola "única" i laica, perquè era contrària a la "llibertat d'ensenyament", i després de la resolució de la disputa principal del bloc anticlerical radical, l'aprovació de la resta d'articles de la Constitució relacionats amb la qüestió religiosa va ser molt menys conflictiva i, paradoxalment, es “van suavitzar” alguns aspectes de la redacció original del projecte de la Comissió. Així de la prohibició del culte fora dels temples (establerta en l'article 25 de la ponència) es va passar a la tolerància a “les manifestacions públiques del culte” encara que sota el control del govern que era qui podia autoritzar-les (art. 27 en la nova redacció, en el qual es va mantenir la secularització dels cementiris). En el reconeixement del dret al divorci (Art. 41 de la ponència) es va limitar a dir que el matrimoni podria dissoldre's per “mutu acord o a petició de tots dos cònjuges, amb al·legació en aquest cas de causa justa” (Art. 43 en la nova redacció, en el que també es va reconèixer la igualtat legal entre els fills tinguts dins o fora del matrimoni), la qual cosa va ser desenvolupat en la Llei de divorci de 1932. Finalment, la proposta d'establir l'escola laica i “única”, la qual cosa era interpretada com que l'Estat posseiria el monopoli de l'ensenyament, es va passar a l'escola laica i “unificada” (de significat molt més ambigu), mantenint-se la limitació de l'activitat educativa de l'Església a “ensenyar les seves respectives doctrines en els seus propis establiments”, sota la inspecció de l'Estat (Art. 48). L'article 49 deixava la porta oberta a l'ensenyament privat, en determinar que les "condicions en què es podrà autoritzar" les establirà una futura "llei d'Instrucció pública".

## La resposta de l'Església i del moviment catòlic
Tant l'Església Catòlica com les seves organitzacions vinculades van reaccionar enèrgicament contra la solució que s'havia donat a la qüestió religiosa en la Constitució. Un dels primers a respondre va ser el diari catòlic “possibilista” El Debate, que va afirmar: «La Constitució que s'elabora, només pel ja votat, no és ni serà nostra, dels catòlics. No hi estem dins». Tant els catòlics “possibilistes” com els integristes van interpretar el contingut de l'article 24 (en la redacció final, el 26) com una “mesura *persecutoria” contra l'Església i com una “declaració de guerra als catòlics”. Només tres dies després que fos aprovat l'article 24 (26 en la redacció definitiva) el papa Pius XI va enviar un telegrama a tots els bisbes espanyols en el qual protestava “enèrgicament” per totes “les múltiples ofenses inferides als drets sagrats de l'Església, que són els drets de Déu i de les ànimes”, que va ser recolzada pels prelats afirmant que el laïcisme privava a l'home de la “veritat i la llei de Crist”. Un cop aprovada la Constitució els bisbes espanyols van fer públic a la fi de desembre de 1931 un document col·lectiu de protesta pel tracte donat a l'Església Catòlica malgrat haver «donat proves evidents i abnegades de moderació, paciència i generositat, evitant... tot el que pogués semblar un acte d'hostilitat a la República». En el document s'acusava a les Corts Constituents d'haver actuat amb "criteri sectari" i haver acordat una "solució de venjança" fruit de l'"absolut laïcisme d'Estat" que posava l'Església "en matèries que li són de la seva exclusiva competència, sota [la] dominació del poder civil":
| « | "S'ha comès el gran i funest error d'excloure l'Església de la vida pública i activa de la nació, de les lleis de l'educació de la joventut, de la mateixa societat domèstica, amb greus menyspreus dels drets sagrats i de la consciència cristiana del país" | » |

Des del mateix moment en què es va aprovar l'article 24 (26 en la redacció definitiva) es va iniciar una campanya de mobilitzacions i de protestes dels catòlics a favor de la revisió de la Constitució, la primera mitjana de la qual havia estat la retirada de les Corts dels diputats de la dreta catòlica (de la Minoria Agrària i de la Minoria basco-navarresa), que van declarar haver “arribat al límit de [la seva] transigència”.
| « | La intransigència de les Corts i el seu divorci del sentir del poble, manifestats en el criteri relatiu a la propietat, la família, l'ensenyament i àdhuc als fonaments mateixos de l'ordenació social... ha culminat en els preceptes relatius a la qüestió religiosa. L'acord dels nuclis de majoria va donar per resultat la redacció d'un article netament persecutori, disfressat amb aparences de mesura salvadora del règim. (...) Denegat a l'Església catòlica i a les seves institucions un règim de dret comú de simple ciutadania, amb crebant dels més elementals drets de l'home... la Constitució que va aprovar-se no pot ser nostra. (...) Nosaltres aixequem ja des d'ara, dins de la llei, la bandera de la seva revisió. Si a les Corts ens desentenim del problema, ho portem davant l'opinió en una intensa campanya que des d'ara iniciem. (...) Dirigim als catòlics una crida enèrgica i urgent a l'acció. La Constitució política, nodrida d'esperit sectari, no existeix per a nosaltres. Enfront d'ella, tots units com a germans. (...) L'esforç que estèrilment hauríem de desenvolupar en l'elaboració d'una Constitució antirreligiosa i antisocial, l'emprarem en moure l'opinió contra ella. | » |

Així mateix es va convertir a Acció Nacional en una organització política estable perquè entorn d'ella es formés una candidatura catòlica a les eleccions, que es pensava que s'anaven a celebrar després d'aprovar-se la Constitució (com li va dir José María Gil Robles, cap d'Acció Nacional, al cardenal Vidal i Barraquer: “No hi ha més camí que el de les eleccions: portar les dretes al Parlament una minoria prou forta que permetés més endavant "un acord amb unes altres forces parlamentàries (grup Lerroux, per exemple)”). La campanya de mobilització revisionista catòlica adoptà un to de croada, perquè el que estava en joc, segons el director d'El Debate, Ángel Herrera Oria, era “comunisme o civilització cristiana”. La campanya catòlica va rebre com a resposta una mobilització de l'esquerra republicana i socialista, que comptà amb el suport del govern i d'algunes autoritats locals, en defensa del laïcisme i del que creien que era un intent de destruir la República, produint-se alguns enfrontaments greus entre clericals i anticlericals, com los a Bilbao en gener de 1932, on hi hagué tres morts i fou cremat un convent.

## Valoració final
Per primera vegada en la història del constitucionalisme espanyol es va implantar un Estat laic, superant per fi la secular oposició clerical al fet que s'introduís qualsevol mesura secularitzadora que pogués posar en risc la “unitat catòlica” d'Espanya. No obstant això, els constituents, a diferència del "problema català" en què van optar per una "fórmula de concòrdia" que es va plasmar en l'"Estat integral" que va fer possible l'Estatut d'Autonomia de Catalunya de 1932, en el "problema religiós" van optar per una "fórmula de confrontació". "Als nacionalistes catalans se'ls proposava una via d'integració en l'Estat espanyol; a les confessions religioses se'ls va proposar l'article 26, 'veritable punt neuràlgic de la Constitució", com va observar Pérez Serrano, amb la taxativa prohibició de l'exercici de la indústria, el comerç i l'ensenyament".
| « | És indubtable que el constituent de 1931 va adoptar una actitud bel·ligerant contra la presència de l'Església en tots els àmbits de la vida social que el concordat de 1851 i la política de la Monarquia restaurada li havia lliurat: presons, hospitals, casernes, cementiris, sacralització d'espais públics, moral pública i privada, i, sobretot, col·legis de primer i segon ensenyament... Era moment, segons el parer dels constituents, que la República espanyola escometés el problema que la República francesa hi havia resolt trenta anys abans [sota el govern d'Émile Combes] i que a Espanya no havia fet més que agreujar-se. | » |

Així doncs, l'esquerra republicana i socialista, amb el suport final del Partit Republicà Radical, van imposar el seu model anticlerical radical i no van buscar el consens ni tan sols amb la dreta catòlica republicana i molt menys amb la dreta catòlica “possibilista” (amb la dreta monàrquica i integrista antirrepublicana el consens era absolutament impossible). D'aquesta forma es va produir una fractura social i política entre el “poble republicà” i el “poble de Déu” (dues entitats mútuament excloents) que va dificultar enormement la consolidació del règim republicà.
| « | Molts d'aquells ciutadans catòlics que havien votat per les candidatures republicanes en 1931 –i que hem de pensar que no van ser pocs- es van sentir desil·lusionats per falta de sensibilitat dels pares de la pàtria cap a les seves creences més íntimes i algunes de les seves institucions més volgudes. I això en un moment en què els catòlics estaven disposats a cedir, inclosa part de la seva jerarquia, terreny als laicitzadors. A partir de llavors, molts començarien a desidentificar-se amb un projecte de República que ja no consideraven seu. Quant als altres catòlics, aquells catòlics no republicans que havien romàs en l'expectació, la indiferència o la passivitat després de la proclamació del nou règim, la nova Constitució i el seu posterior desenvolupament i aplicació els farien experimentar una sacsejada i sortir de la seva passivitat en defensa de la religió que creien injustament atacada i fins a perseguida. La bandera de la religió, de fet, va servir per agrupar a les dretes entorn de la CEDA amb el propòsit de revisar i reformar la llei fonamental en un sentit contrasecularizador. Fet i fet, la solució donada a la secular qüestió religiosa espanyola no la resoldria, sinó que exacerbaria encara més, dividint la comunitat política en dos pols difícilment conciliables i perpetuant un vell factor més de fractura en aquella fracturada societat espanyola dels anys trenta. | » |

| « | Almenys pel que es referia a la qüestió religiosa, les principals exigències de la revolució republicana havien trobat un lloc més o menys significatiu dins de l'articulat constitucional. (...) Si la Constitució era una carta de principis al servei d'un projecte polític inspirat pels valors i la ideologia de l'esquerra no era per casualitat, sinó perquè des de temps enrere, i especialment des de les eleccions generals de juny, s'havia donat per bo que... el nou règim, per ser veritablement una República dels republicans, havia de dotar-se d'unes institucions i uns continguts de reforma radical que responguessin a les exigències de modernització formulades per l'esquerra: “La República, va dir Azaña anys més tard [14 de juliol de 1935], no és una mera enunciació de principis polítics o de doctrina política (...), sinó un instrument de reforma substancial de l'Estat i de la societat”. | » |